# António Tomás Pires
António Tomás Pires (Elvas, 7 de março de 1850 — Elvas, 3 de agosto de 1913) foi um importante etnógrafo português que trabalhou sobretudo na recolha e investigação da etnografia da região de Elvas.
Hoje, o museu de Elvas, que o mesmo ajudou a criar, chama-se, em sua homenagem, Museu Municipal António Tomás Pires.